# Marchantiopsis stoloniscyphulus
Marchantiopsis stoloniscyphulus là một loài Rêu trong họ Marchantiaceae. Loài này được C. Gao & G.C. Zhang mô tả khoa học đầu tiên năm 1982.